# Alquería

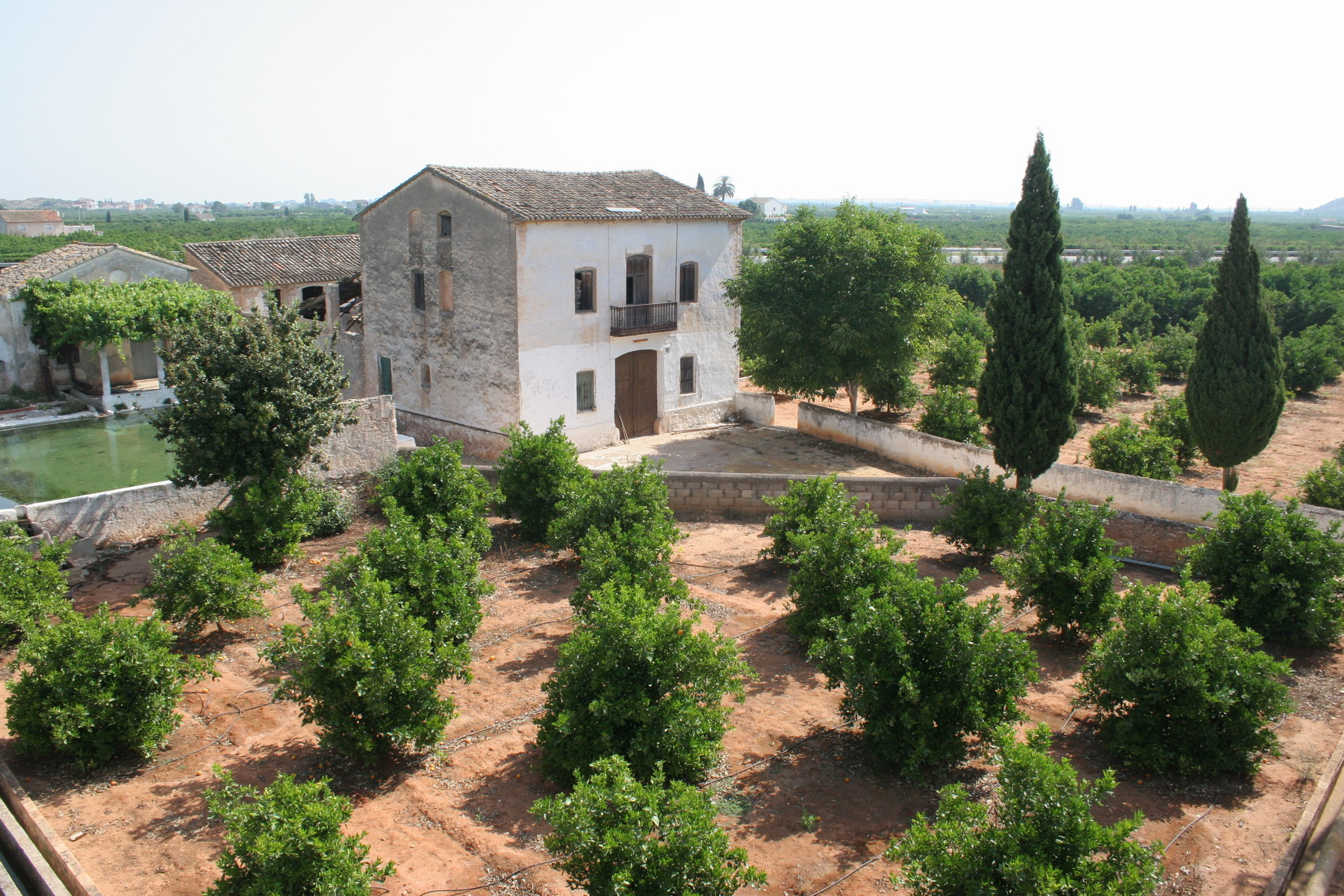
Alquería en una huerta valenciana.

Una alquería (del árabe: القرية al-qarīa, «pueblo, caserío») designa a una casa de labor, con finca agrícola, típica del este y sureste español, principalmente entre las provincias de Granada y Valencia. En la Edad Media hacía referencia a las pequeñas comunidades rurales que se situaban en las inmediaciones de las ciudades (medinas) en al-Ándalus. Desde el siglo XV cambió su significado de localidad por el actual, de un tipo de finca.

## Historia

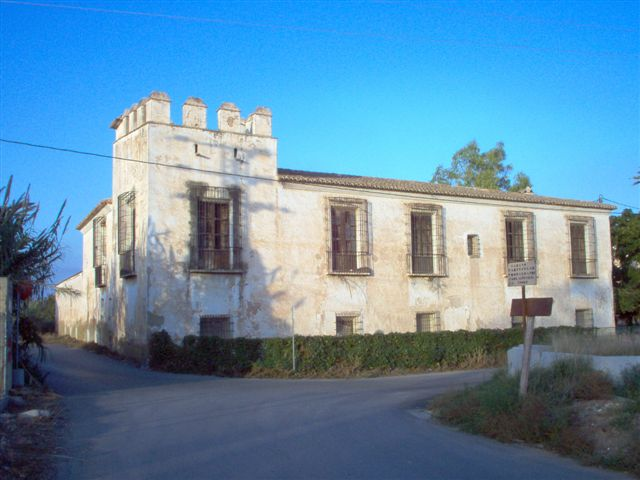
Alquería del Moro, en Benicalap (Valencia).

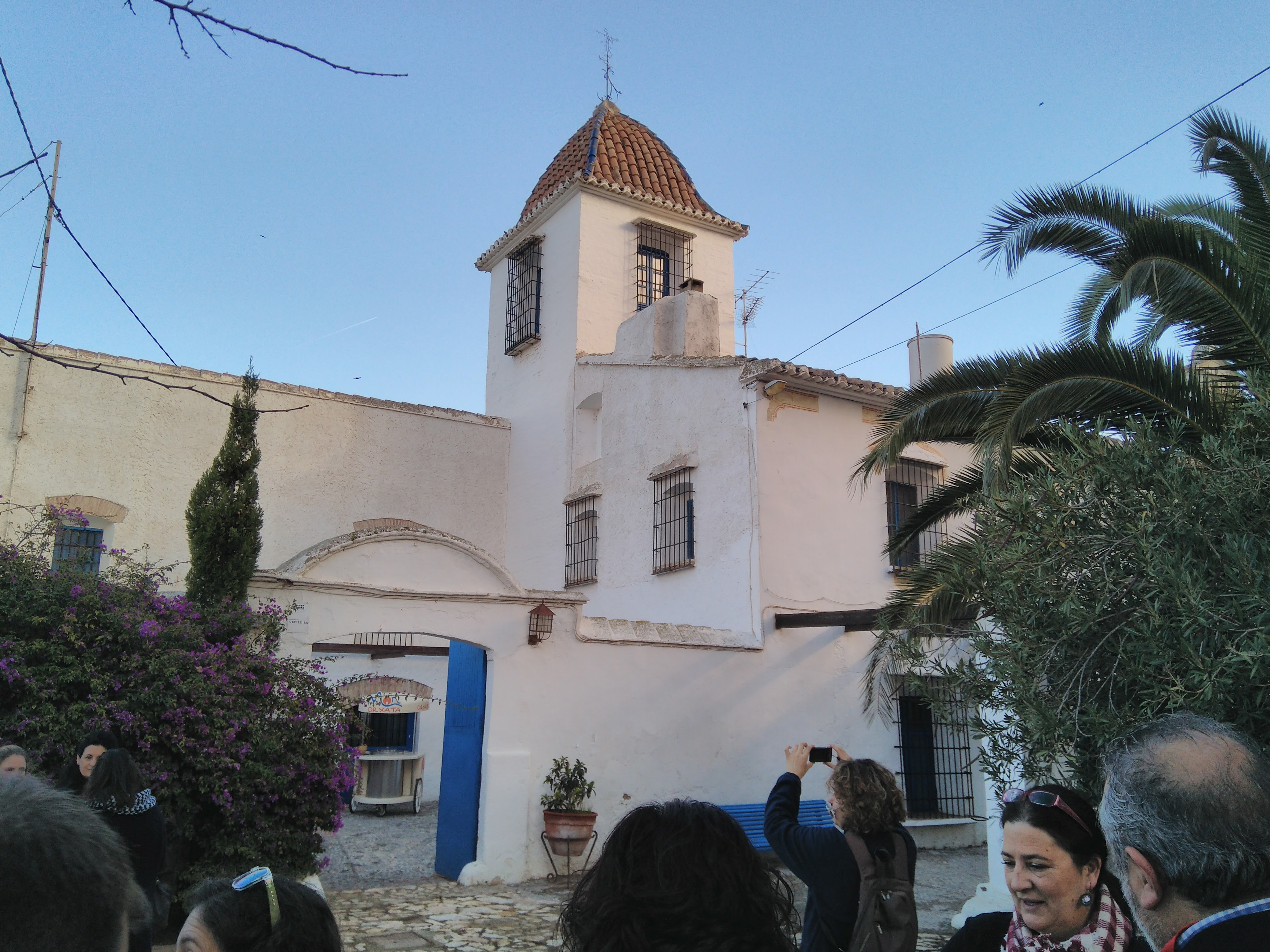
Alquería El Machistre. Museo de la Horchata, en Alboraya, Valencia.

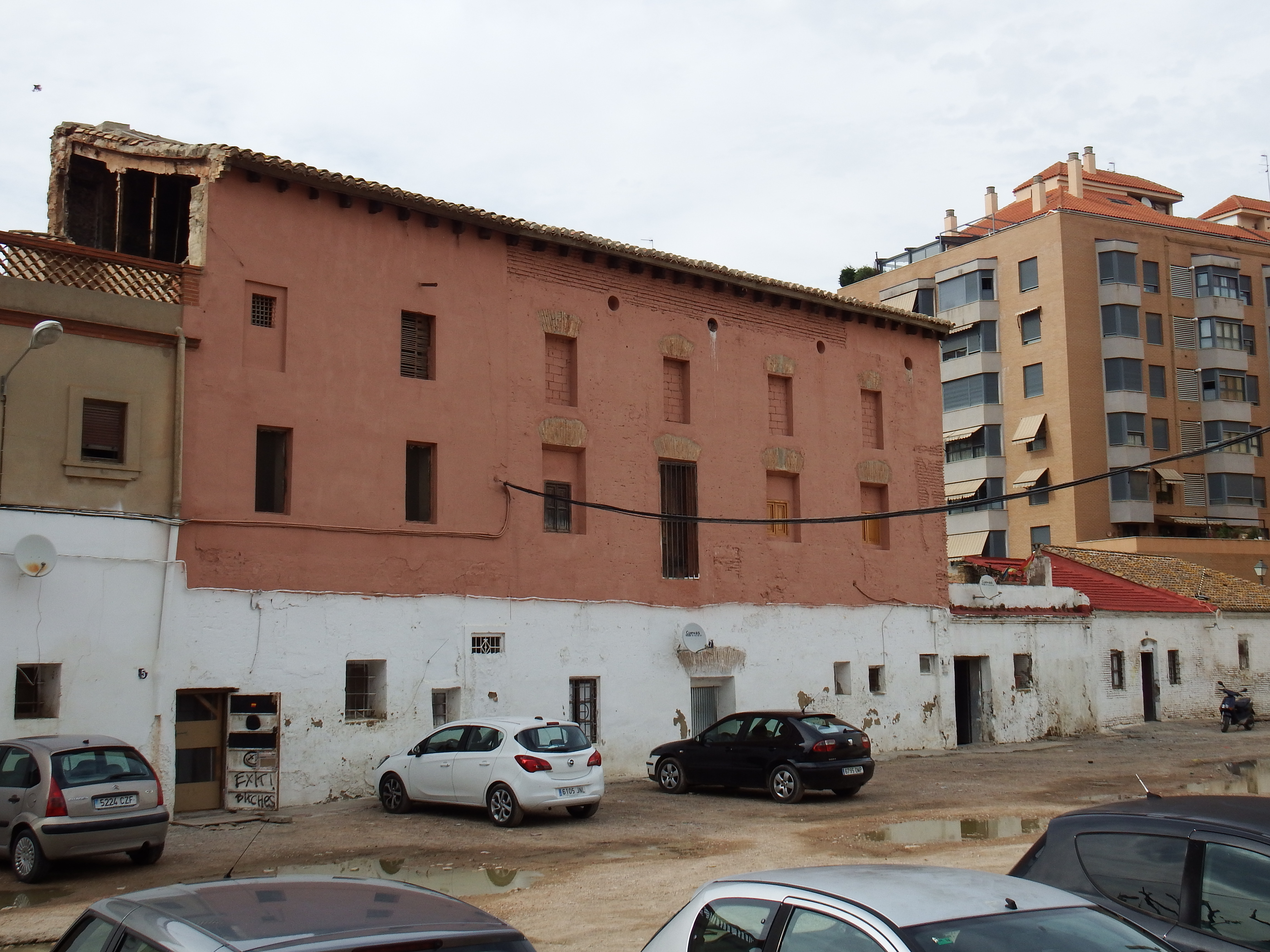
La Alquería de los Frailes en San Isidro (Valencia).

Una alquería es una pequeña comunidad rural de unas pocas casas, conformada por una o varias familias, que se dedicaban a explotar las tierras de los alrededores, así como a las actividades ganaderas. Alrededor del siglo XV empieza a adquirir su sentido actual. En la huerta valenciana, donde tradicionalmente siempre han sido más abundantes, es el habitáculo correspondiente a una explotación agraria importante, habitualmente en tierras de regadío, a diferencia de la barraca, propia del minifundio, y de la masía, de carácter cerealero y ganadero. A finales de la Edad Media la alquería-fortaleza evolucionó hacia formas más modernas, con aspecto de pequeño palacio, habitado por señores rurales.
Muchas de las alquerías en sentido moderno han desaparecido debido a diversos factores. Algunas adoptaron diferentes actividades, como molinos o talleres, aunque un buen número sufrió abandono ante la falta de uso o la despoblación. Por otra parte, en la política urbanística expansionista las alquerías son bienes codiciados en cuanto al valor económico que supone el solar que ocupan. Todo ello ha supuesto que gran parte de las alquerías todavía existentes están seriamente amenazadas de ruina. Algunas, de propiedad privada, se han restaurado como vivienda, habitualmente como segunda residencia, pero no son las más numerosas. Debido al auge del turismo rural, algunas se han adaptado al ramo de la hostelería, como alojamiento o restauración, y otras como centros culturales o museos.

## Tipologías

### Alquería valenciana

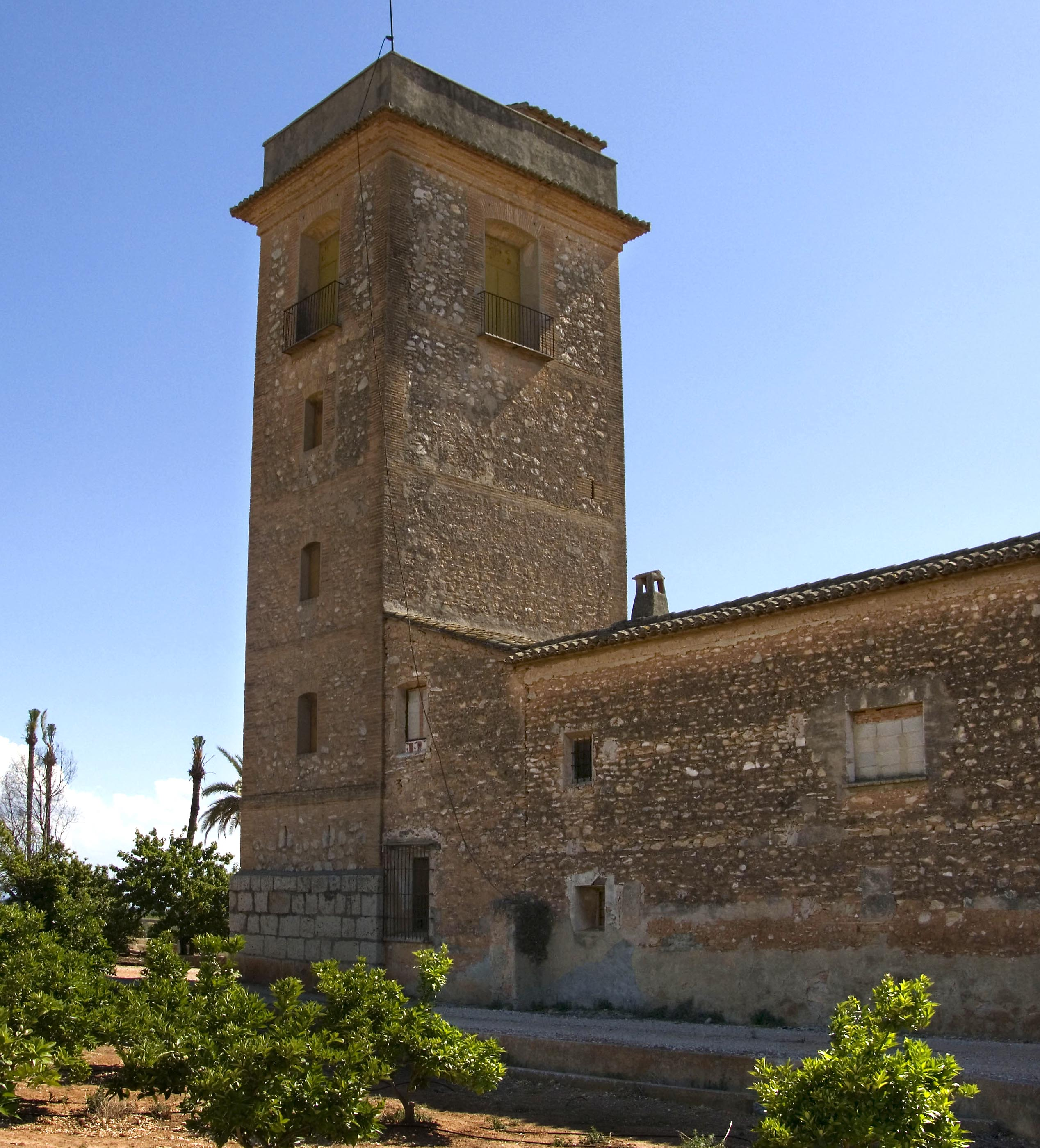
Alquería Torre Borrero

En la típica alquería valenciana la planta es un rectángulo, al que a veces se le une otro perpendicular, formando un ángulo recto; algunas están formadas por dos cuadrados, uno inscrito en el otro. También existen de planta irregular. Su alzado es casi siempre de fachadas lisas. La puerta, generalmente con arco de medio punto, aunque también puede ser adintelada. En el cimafronte hay una o dos filas de ventanas; las más antiguas suelen tener perfiles tribolados divididos por algimeces o parteluces. En la planta baja se halla lo que constituye propiamente la vivienda, siendo de notar especialmente el estudio o cámara de matrimonio. Al fondo de la planta baja se encuentra el hogar, con su gran chimenea de campana. Cuando hay dos pisos, el primero puede tener estancias, que primitivamente estarían dedicadas a los señores. Lo corriente es que el único piso constituya la andana (también llamada cambra o secadero), destinada a guardar las cosechas y antiguamente a la cría de gusanos de seda. La cubierta de las alquerías siempre es de tejas morunas. Joan Fuster hace una amplia referencia a las alquerías valencianas en su obra El País Valenciano. El arquitecto Miquel del Rey ha estudiado a fondo la arquitectura rural valenciana y en particular las  alquerías de la huerta valenciana.

### Alquería granadina
En Granada y otras provincias andaluzas como Jaén, Málaga y Almería han llegado algunas hasta nuestros días. En La Alpujarra y la comarca de Guadix, actualmente se están recuperando para el turismo rural, otras se reconvirtieron en los caseríos o municipios. 
Otras, en cambio, no tuvieron tanta suerte y desaparecieron a consecuencia del éxodo a las grandes urbes.